# Niccolò Galli
Niccolò Galli (Florence, 22 mei 1983 – Bologna, 10 februari 2001) was een Italiaans professioneel voetballer die doorgaans speelde als centrale verdediger. Hij kwam op zeventienjarige leeftijd om het leven bij een verkeersongeluk.

## Clubcarrière
Galli speelde kort in de jeugd van Torino en Parma, voor hij bij Fiorentina ging spelen. In augustus 1999 nam Arsenal de verdediger over. Hier speelde hij gedurende het seizoen 1999/00 in het tweede elftal. Daarna wilde hij terugkeren naar Italië om zijn studie te kunnen afronden. Hierop werd hij verhuurd aan Bologna. Bij deze club maakte hij zijn professionele debuut, op 1 oktober 2000. Op die dag werd op bezoek bij AS Roma met 2–0 verloren door een treffer van Francesco Totti en een eigen doelpunt van Marcello Castellini. Galli moest van coach Francesco Guidolin op de reservebank beginnen en hij mocht in de drieëntachtigste minuut invallen voor Max Tonetto.

## Overlijden
Bij dit ene optreden zou het blijven. Galli overleed op 9 februari 2001 op zeventienjarige leeftijd nadat hij een verkeersongeluk kreeg terwijl hij op zijn brommer terug naar huis reed vanaf het trainingscentrum van Bologna.
Na zijn overlijden prees Arsène Wenger, trainer van Arsenal, de centrale verdediger. Volgens hem zou Galli zijn uitgegroeid tot aanvoerder van zowel Arsenal als het Italiaanse nationale team. Het trainingscentrum van Bologna is vernoemd naar Galli. Fabio Quagliarella, die teamgenoot van Galli was bij Italië –18 en een goede vriend van hem, speelde zijn hele carrière met rugnummer 27, het rugnummer wat Galli droeg bij Bologna. Bologna gebruikt dat rugnummer niet meer sinds het overlijden van de verdediger.

## Clubstatistieken
| Seizoen | Club      | Competitie     | Competitie | Competitie | Beker | Beker | Internationaal | Internationaal | Totaal | Totaal |
| Seizoen | Club      | Competitie     | Wed.       | Dlp.       | Wed.  | Dlp.  | Wed.           | Dlp.           | Wed.   | Dlp.   |
| ------- | --------- | -------------- | ---------- | ---------- | ----- | ----- | -------------- | -------------- | ------ | ------ |
| 1999/00 | Arsenal   | Premier League | 0          | 0          | 0     | 0     | 0              | 0              | 0      | 0      |
| 2000/01 | → Bologna | Serie A        | 1          | 0          | 0     | 0     | —              | —              | 1      | 0      |
| Totaal  | Totaal    | Totaal         | 1          | 0          | 0     | 0     | 0              | 0              | 1      | 0      |

## Persoonlijk
Zijn vader was Giovanni Galli, die ook als profvoetballer actief was geweest. Hij kwam als doelman uit voor Fiorentina, AC Milan, Napoli, Torino, Parma en Lucchese, en kwam ook uit voor het Italiaans voetbalelftal.